# That's the Way It Is (álbum)
| Críticas profissionais | Críticas profissionais |
| Avaliações da crítica  | Avaliações da crítica  |
| Fonte                  | Avaliação              |
| ---------------------- | ---------------------- |
| Allmusic               | [ 1 ]                  |

That's the Way It Is é um álbum de Elvis Presley lançado em 1970, que serviu de banda sonora para o documentário Elvis: That's the Way It Is. O maior sucesso deste álbum foi "You Don't Have To Say You Love Me", que atingiu as primeiras posições em vários países no começo dos anos 70, principalmente na França. Já a versão de Elvis para o clássico "Bridge Over Troubled Water", atingiu um êxito igualmente destacado em terras brasileiras, além de um grande marco da dupla Simon e Garfunkel. Este trabalho é uma mescla de versões ao vivo e de estúdio.

## Faixas
1. "I Just Can't Help Believin" - 4:42 (Ao vivo 11 de agosto de 1970)
2. "Twenty Days And Twenty Nights" - 3:18
3. "How The Web Was Woven" - 3:27
4. "Patch It Up" - 4:03 (Ao vivo 12 de agosto de 1970)
5. "Mary In The Morning" - 4:13
6. "You Don't Have To Say You Love Me" - 2:32
7. "You've Lost That Lovin' Feeling" - 4:26 (Ao vivo 12 de agosto de 1970)
8. "I've Lost You" - 3:43 (Ao vivo 11 de agosto de 1970)
9. "Just Pretend" - 4:05
10. "Stranger In The Crowd" - 3:50
11. "The Next Step Is Love" - 3:34
12. "Bridge Over Troubled Water" - 4:35

## Paradas musicais
- Estados Unidos - 21º - Billboard - 1970
- Estados Unidos - 8º - Billboard Country - 1971
- Inglaterra - 12º - NME - 1970

## Músicos
- Elvis Presley; Voz e Violão
- James Burton: Guitarra
- John Wilkinson: Guitarra
- Chip Young: Guitarra
- Harold Bradley: Guitarra
- Jerry Scheff: Baixo
- Norbert Putnam: Baixo
- Jerry Carrigan: Bateria
- Bob Lanning: Bateria
- Ronnie Tutt: Bateria
- Farrel Morris: Percussão
- Charlie Hodge: Violão e Voz
- David Briggs: Piano
- Glen Hardin: Piano
- Charlie McCoy: Órgão e Harmônica
- Bobby Thompson: Banjo
- The Imperials, The Sweet Inspirations, Millie Kirkham: Vocais
- The Jordanaires: Vocais
- Bobby Morris e Orquestra